# Carenza (diritto)
La carenza è un periodo di tempo immediatamente successivo alla data di decorrenza di un contratto d'assicurazione durante il quale la copertura assicurativa ha un effetto limitato. Se il sinistro si verificasse in tale periodo la compagnia non offrirebbe il risarcimento dovuto. 
Tale condizione risponde all'esigenza della compagnia di evitare che la stipula della polizza avvenga mentre è già in corso un sinistro coperto a termini di polizza o un evento che determinerebbe con certezza il risarcimento. Ciò creerebbe una adverse selection (selezione avversa [del rischio]), cioè favorirebbe l'accorrere di potenziali assicurati a stipulare la polizza che dovrebbe risarcirli quando l'evento dannoso contro cui ci si assicura è già in atto, venendo a mancare un elemento fondamentale su cui si basa l'assicurazione: l'alea.